# 古巴共和國 (1902年—1959年)

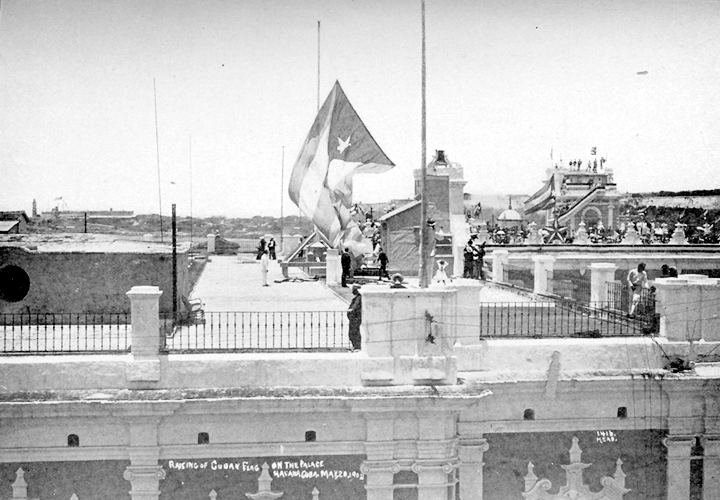
1902年5月20日，古巴國旗於古巴總督府升起。

古巴共和國（西班牙語：República de Cuba），今古巴共产党政府貶稱為「新殖民共和國」（República Neocolonial），是1902年至1959年期間統治古巴的共和國；起於古巴從西班牙帝國獨立及1902年駐古巴美國軍政府瓦解，止於1959年古巴革命。此期間古巴經歷各種政府變革及美國軍事佔領，同時美國更對古巴政治產生巨大影響，在通過《普拉特修正案》後更使得古巴處於美國的保護國。
從西班牙獨立到共產革命期間，古巴處於美國的附庸國地位。1902年至1932年間，古巴和美國簽訂之《普拉特修正案》確立美國干涉古巴的權利，並限制古巴外交自主權。1934年簽訂之《古美關係條約》表明古巴有義務給予美國經濟最惠國待遇，而美國則給予古巴22%美國糖市場保證份額，至1949年上修至49%。古巴革命後，其所頒佈之《1940年憲法》持續施行至1976年古巴憲法公投後所頒布的《1979年古巴憲法》為止。

## 1902年至1933年：早期政府
美西戰爭後，西班牙王國和美國簽署《1898年巴黎條約》 ，條約中要求西班牙王國以2000萬美元（相當於今日755,920,000美元）將西屬菲律賓群島賣予美國，同時割讓西屬波多黎各、和西屬關島予美國。1902年5月20日，隨著駐古巴美國軍政府統治結束，古巴正式獨立為「古巴共和國」。根據《1901年古巴憲法》，美國保留干涉古巴事務、監督古巴財政和外交關係，同時根據《普拉特修正案》，美國租用關塔那摩灣來作為海軍基地。

### 1906年至1909年：古巴臨時政府
1906年，在經歷一系列政治清洗、政府腐敗和選舉舞弊之後，首任總統托馬斯·埃斯特拉達·帕爾馬面臨退伍軍人的武裝革命。此革命與古巴獨立戰爭中非洲裔古巴人皆大舉加入革命軍，以期望在古巴政府中獲得“合法民額”的訴求。1906年8月16日，由於害怕政府搗毀革命計畫，前古巴起義軍將軍皮諾·格拉（Pino Guerra）提前發起革命。為此托馬斯·埃斯特拉達·帕爾馬逮捕自由派政治人物，其餘自由派人士則轉入地下活動。美國總統西奧多·羅斯福為避免列強藉機干涉古巴，派遣兩名特使前往哈瓦那以尋求政府和反對派間的妥協。由於托馬斯·埃斯特拉達·帕爾馬下台以及內閣總辭，使整個共和國處於無政府狀態，使美國為此出兵控制該島。

### 1909年至1924年：二次獨立
1909年，何塞·米格爾·戈麥斯就任古巴第二任總統，古巴回歸自治政府，美國則持續干預古巴事務。1912年，有色人種獨立黨發起尼格羅起義試圖於歐利恩帖省建立單獨的黑人共和國，最終政府軍成功鎮壓起義並屠殺非洲裔古巴人。
糖業經濟在古巴政治和經濟佔有重要地位，第一次世界大戰期間至1910年代末，由於世界食糖供應短缺推動古巴的經濟繁榮，此舉更導致越來越多的農田轉作產糖作物。糖價於1920年達到高峰後暴跌使得古巴財政崩盤，同時外國資本家獲得比政府更多的權力，該經濟危機被稱為“百萬之舞”（the Dance of the Millions）。

### 1925年至1933年：馬查多時代
1924年，格拉多·馬查多當選總統選舉，執政期間古巴旅遊業顯著發展，並吸引建美國人投資興建飯店和餐館，以容納大量湧入的遊客，然旅遊熱潮導致古巴博弈業和性產業活動增加。格拉多·馬查多最初得到該國大部分選民和主要政黨的支持，然而他的聲望隨著時間日益下降。1928年，格拉多·馬查多更推翻只擔任一個任期的承諾，舉行總統同額選舉，以進入六年的總統任期。

## 1933年至1958年：動亂和新政府

### 1933年革命
1929年華爾街股災連帶導致糖價暴跌、政治動盪和武裝鎮壓，此也致使學生運動組織大學生目錄和地下恐怖組織ABC (古巴)趨向暴力，以反對日益遭唾棄的格拉多·馬查多政府。1933年5月美國大使薩姆納·威爾斯抵達古巴並進行外交干涉，當中包括與ABC在內的反對派組織進行“調解”，此舉大大瓦解格拉多·馬查多政府的統治力，同時以美國軍事干預作為威脅來催化政權更迭的進行。
1933年8月，一場反對古巴共產黨所支持之格拉多·馬查多政府的全國總罷工、糖業工人革命和軍隊起義爆發，迫使格拉多·馬查多流亡國外，1933年8月13日前古巴駐美國公使及古巴革命英雄卡洛斯·曼努埃爾·德·塞斯佩德斯之子卡洛斯·曼紐爾·德·塞斯佩德斯-克薩達獲推舉取代8月12日至13日間由將軍阿爾貝托·赫雷拉·法蘭基所擔任之古巴代理總統一職。

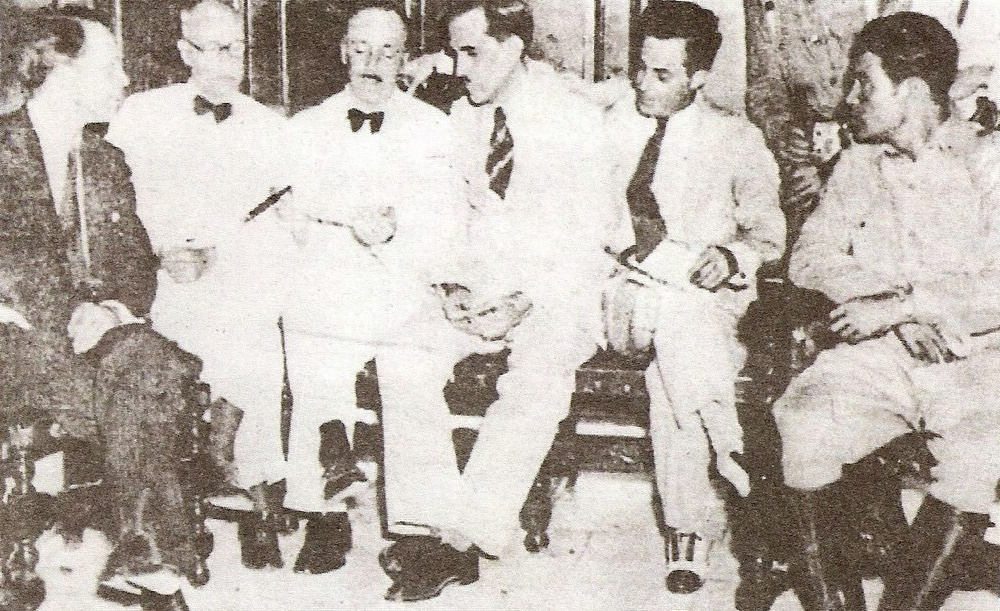
古巴臨時政府執行委員會時期控制古巴武裝部隊的富爾亨西奧·巴蒂斯塔（右一）

1933年9月5日，中士富爾亨西奧·巴蒂斯塔所領導之中士革命成功推翻卡洛斯·曼紐爾·德·塞斯佩德斯·義·克薩達政府，成立古巴臨時政府執行委員會。最終委員會由大學生目錄所推舉為臨時總統的拉蒙·格勞·聖馬丁接替，至此進入百日政府時期。1934年拉蒙·格勞·聖馬丁辭職下台，之後25年中富爾亨西奧·巴蒂斯塔成為古巴的影子總統，當中他透過任命傀儡總統的間接手段進行統治，導致古巴1933年至1937年陷入“幾乎無止盡的社會及政治鬥爭”時期。

### 1940年憲法
1940年，古巴通過新憲法，該憲法確立當時為激進進步派思想內容，如勞動權和健康權。同年富爾亨西奧·巴蒂斯塔當選古巴總統，直至1944年卸任，此舉使他成為古巴唯一一位擔任國家最高政治職位的非西班牙裔古巴人。富爾亨西奧·巴蒂斯塔政府進行許多重大社會改革，同時任命數位共產黨人擔任公職。儘管總統富爾亨西奧·巴蒂斯塔建議美國和拉丁美洲國家應組成聯軍進攻法蘭西斯科·佛朗哥所統治的西班牙國以推翻其獨裁政權，然而在第二次世界大戰期間古巴革命軍並未大量投入戰鬥。
富爾亨西奧·巴蒂斯塔遵守1940年憲法規定，而未連任古巴總統，進而使拉蒙·格勞·聖馬丁成為1944年古巴總統選舉當選者。拉蒙·格勞·聖馬丁統治時期古巴脆弱的統治正當性進一步造到侵蝕摧毀，諸如暗殺反對派及破壞國會和最高法院制度等，1948年10月10日拉蒙·格勞·聖馬丁的指導生卡洛斯·普里奧·索卡拉斯成為古巴末任直選總統。

### 1952年富爾亨西奧·巴蒂斯塔獨裁
1952年古巴大選前夕，富爾亨西奧·巴蒂斯塔發動政變。富爾亨西奧·巴蒂斯塔重新掌權後獲得美國政府財政、軍事和後勤上的支持，並凍結《1940年古巴憲法》及廢止罷工權在內的大部分政治自由。1952年，富爾亨西奧·巴蒂斯塔宣佈共产主义政党人民社会党為非法組織。經濟上富爾亨西奧·巴蒂斯塔與該國最大產糖作物種植園的富有地主結盟，使該國大部分製糖業改由美國接收，全國70%耕地為外國人所擁有，這導致古巴經濟停滯不前，更擴大貧富差距。經統計最終美國佔有古巴80%貿易額，截至1959年美國公司更佔據古巴40%糖業土地、幾乎所有牧場、90%的礦山和80%公用事業。

## 醫療
雖然古巴擁有拉丁美洲最高的病床人口比，但當中約80%病床集中於哈瓦那市，全國僅一所鄉村醫院且該院僅有10張病床。1951年，世界銀行報告稱古巴農村地區80-90%的兒童腸道寄生蟲相關疾病，1956年約13%的農村人口有傷寒病史，14%的兒童曾患過肺結核。1959年該國公衛部門進行的一項研究發現，全國約72%的人口患有寄生蟲病，而在農村地區該比例高達86.54%，只有11%的農場工人家庭喝飲用牛奶，農村嬰兒死亡率為10%，只有25%的農民有能力定期吃肉、蛋和魚。

## 經濟

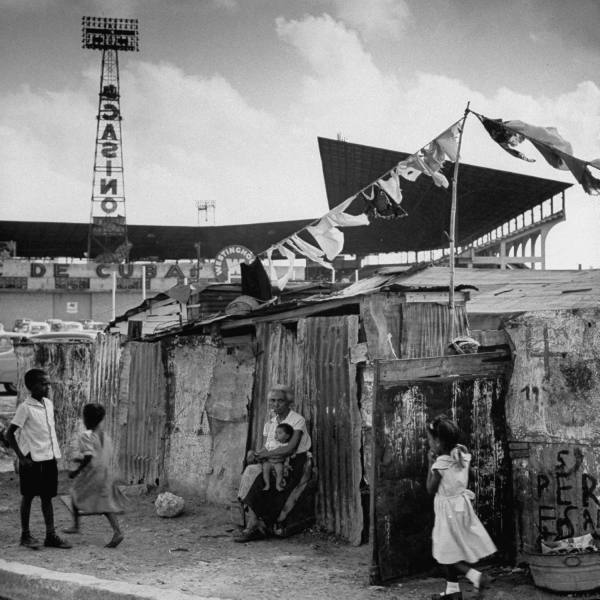
緊鄰哈瓦那拉丁美洲人球場的貧民窟

該時期古巴擁有拉丁美洲最高的肉類、蔬菜、穀物、汽車、電話和收音機人均消費量，雖然該國有大約三分之一的人口處貧窮狀態，使該數據有十分嚴重的偏差。1958年，以拉丁美洲及世界標準下古巴為相對先進國家。同時古巴受到拉丁美洲最大工會特權的影響，使得古巴同時擁有禁止解僱和機械化等政策，這導致古巴經濟被諷刺“以失業者和農民為代價”達成的成就。1933年至1958年間，古巴極大地擴展經濟法規，導致諸如學生無法於畢業後於勞動力市場成功尋找到工作，進而產生巨大的失業問題。經統計該國長期失業率為25%，8%的地主擁有75%的土地，收入最低20%的人口僅獲得國民收入的2%，導致古巴整體長期處於非常不平等的社會結構中。雖該國中產階級對失業和政治迫害的不滿，然而在工會支持下富爾亨西奧·巴蒂斯塔依舊掌權至1958年12月被流放為止。

### 旅遊業
1915年至1930年間首都哈瓦那接待的遊客遠勝其他加勒比海地區總和，當中很大程度是基於古巴鄰近美國以及美國處於禁酒時期，使得該島成為美國人規避管制的去處。這使得旅遊業一躍成為古巴第三大外匯來源，僅次於糖業和煙草兩大主力產業。在禁酒令被廢除後，黛綺麗和莫希托等古巴雞尾酒頓時風靡美國。1930年代經濟大蕭條、禁酒令廢止和第二次世界大戰的影響下嚴重打擊了古巴旅遊業，直到1950年代才開始顯著回升。在此期間美國幫派開始主導古巴的休閒和旅遊產業，這也成為臭名昭著的1946年哈瓦那幫派會議上所共識之犯罪分贓。1950年代中期哈瓦那以成為麻醉藥物主要市場之一，同時也透過麻醉藥物貿易銷往美國，然而遊客人數仍以每年8%的幅度穩步增長，哈瓦那更因此被稱之為“拉丁拉斯維加斯”（the Latin Las Vegas）。

## 外部連結
- 维基共享资源上的相關多媒體資源：古巴共和國
- Cuba Vii